# Палацовий парк (Карлсруе)
49°00′53″ пн. ш. 8°24′16″ сх. д. / 49.01465225° пн. ш. 8.40445328° сх. д.

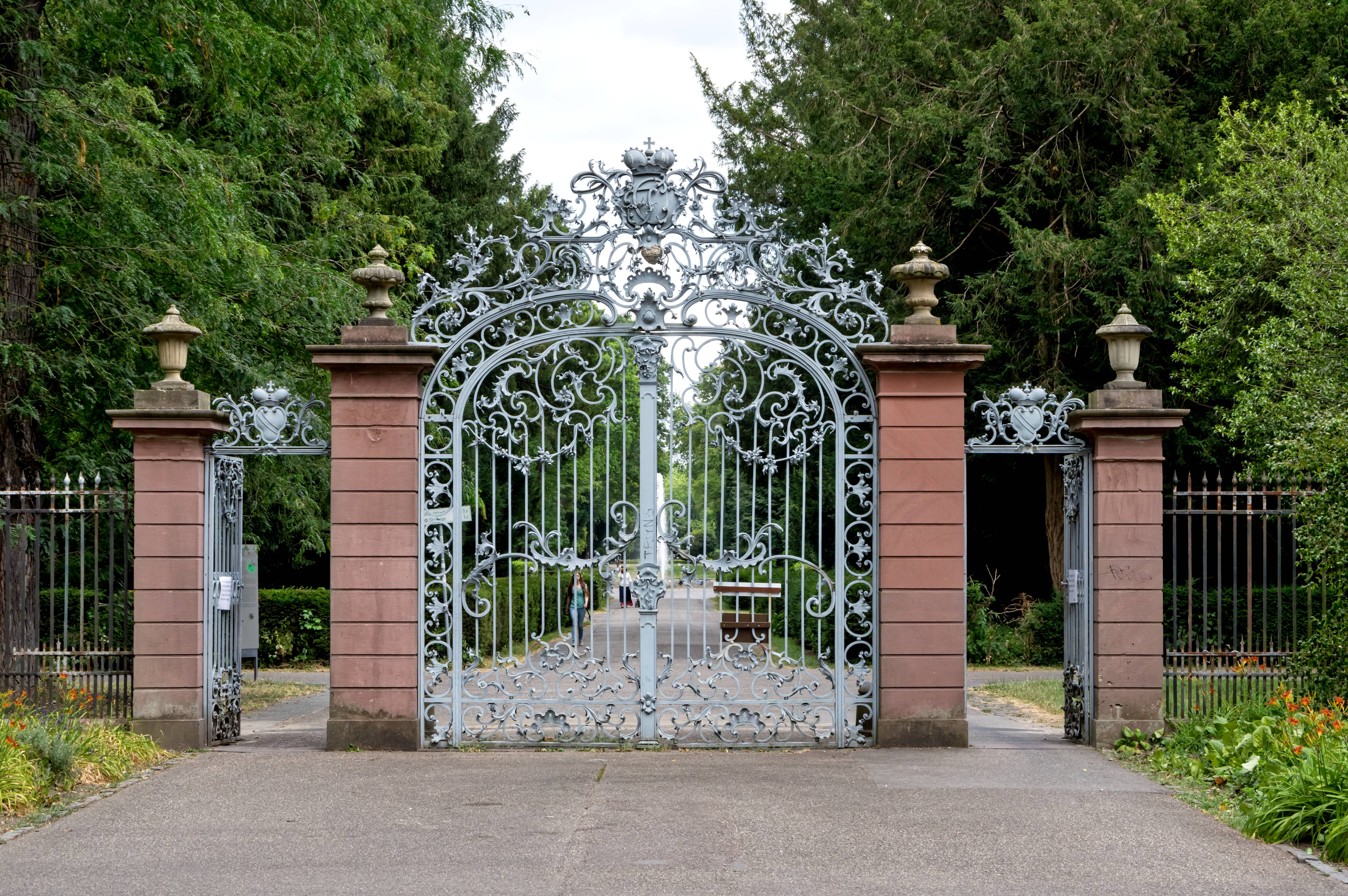
Оленячі ворота на східній стороні парку

Палацовий парк Карлсруе або Шлосгартен (нім. Karlsruher Schlossgarten) — ландшафтний парк, розташований на північ від палацу в центрі Карлсруе. 
Є продовженням території палацу на північ, служить населенню як місцева зона відпочинку та регулярно використовується для проведення публічних заходів.

## Розташування
Шлосгартен розташований у центрі радіального плану міста Карлсруе на північній стороні палацу в колишньому Гардтвальді, що прилягає до парку з півночі. 
Це частина ландшафтної охоронної території (LSG) Північний Гардтвальд
, 
що простягається до межі міста та переходить в LSG Hardtwald nördlich von Karlsruhe в сусідньому районі Карлсруе. 
Тут починається 15-кілометрова охоронна паркова та лісова зона безпосередньо біля центру міста Карлсруе, яка також позначена як особлива заповідна територія Гардтвальд між Грабеном і Карлсруе. 

Приблизно 500 м з них належать до шлосгартену.
Шлосгартен обрамлений кам'яною стіною або Ага. 
На півдні сад межує із палацом, а на південному заході з ботанічним садом. 
На заході та півночі шлосгартен має кругову межу з Ахавегом. 
Східна межа проходить прямо як продовження Фридрихсталер-алеї і по колу навколо замку на південній ділянці. 
На схід від шлосгартену розташований сад фазанів.
Типову форму віяла Карлсруе можна знайти в саду палацу. 
Річард-Вілштеттер-алея, Бланкенлохер-алея, Блауе-штраль і Мольткештрассе (колишня Мюльбургер-алея) 

ведуть променями від палацу через шлосгартен. 
Більше променів починається поза садом. 
У безпосередній близькості від шлосгартену знаходяться Південний кампус Технологічного інституту Карлсруе та Баумгартен-бау, штаб-квартира Федерального конституційного суду.

## Історія

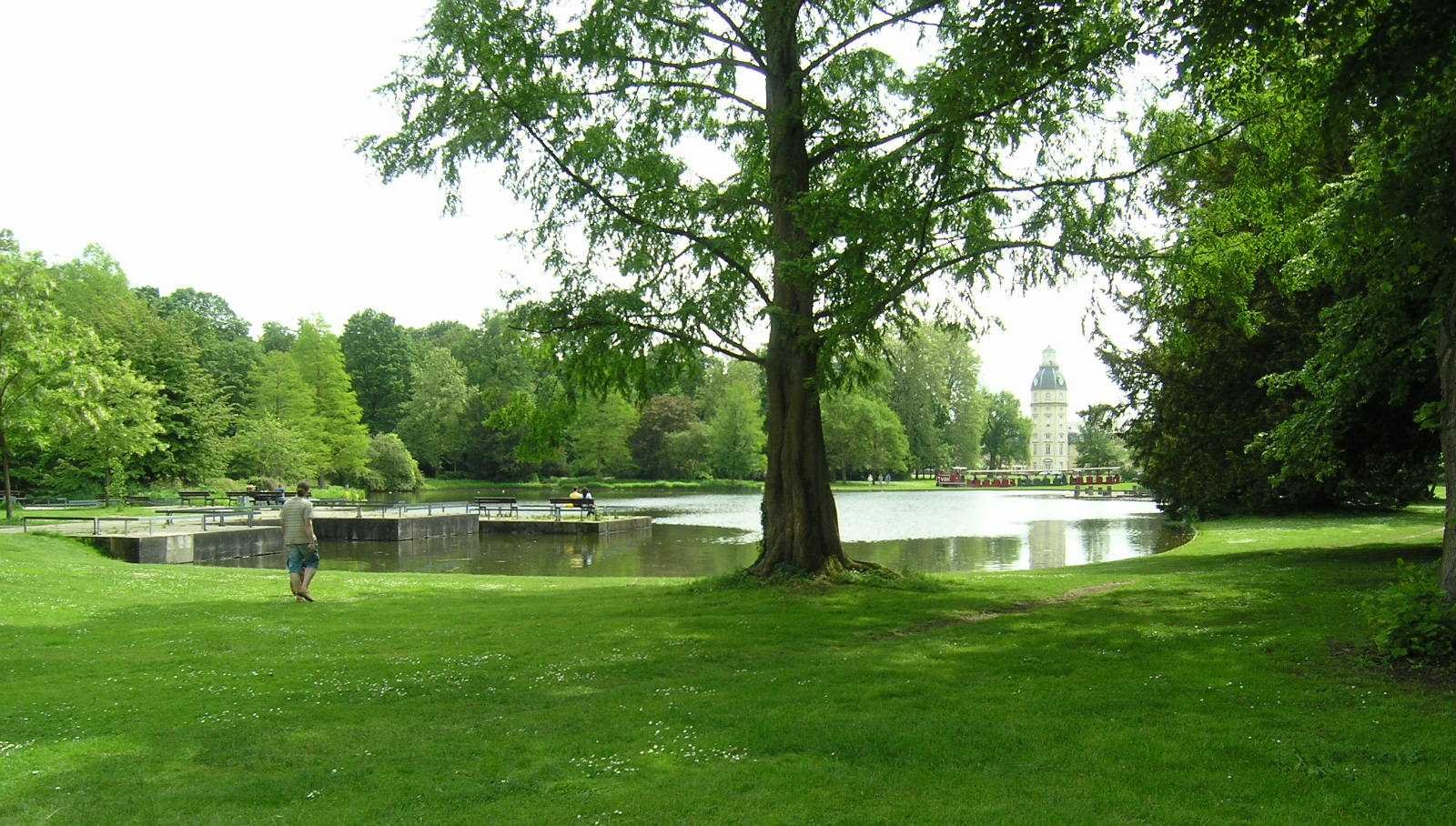
Шлосгартензе

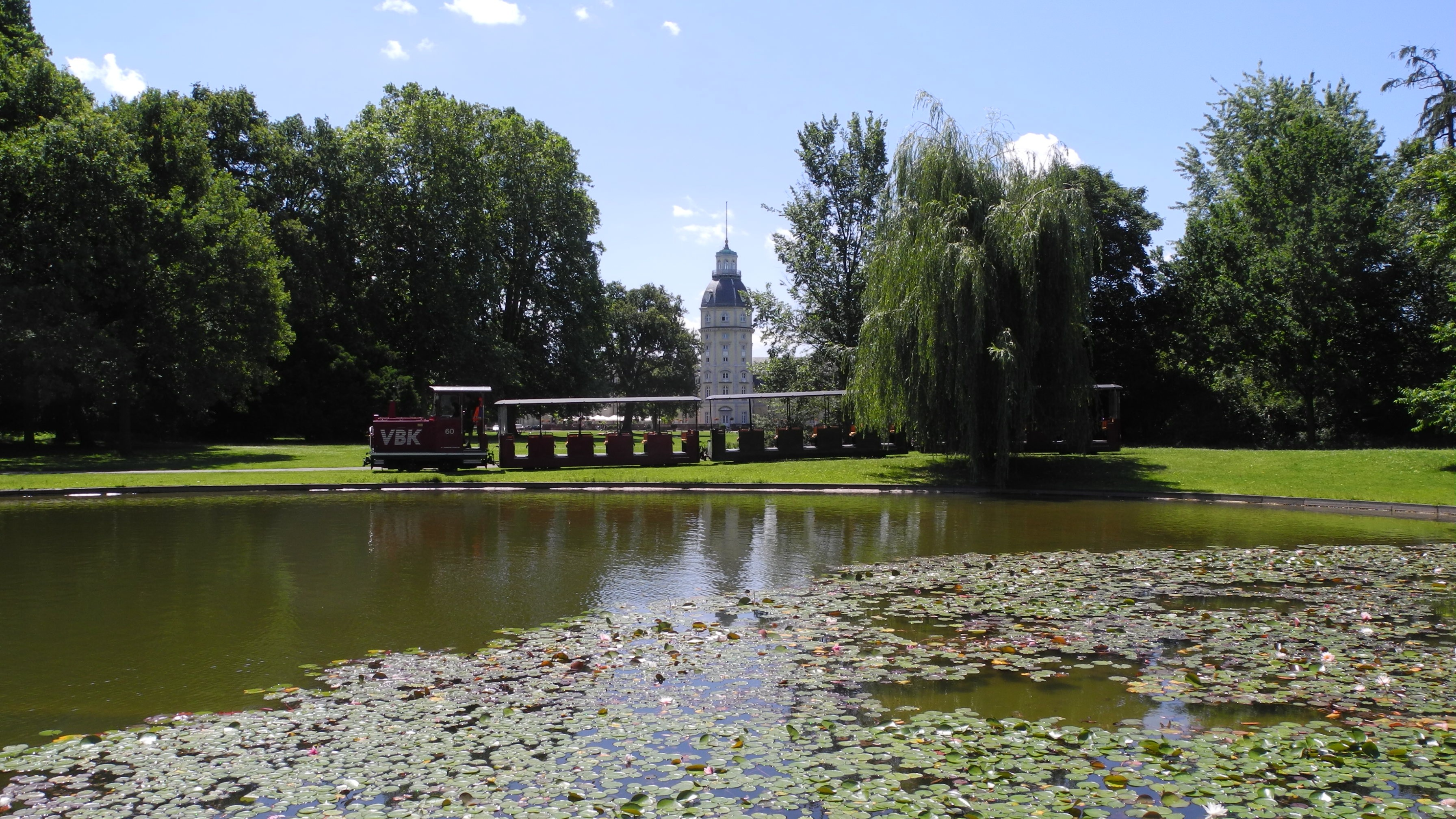
Вид на палац Карлсруе зі Шлосгартену, також видно Шлосгартензе та Шлосгартенбан

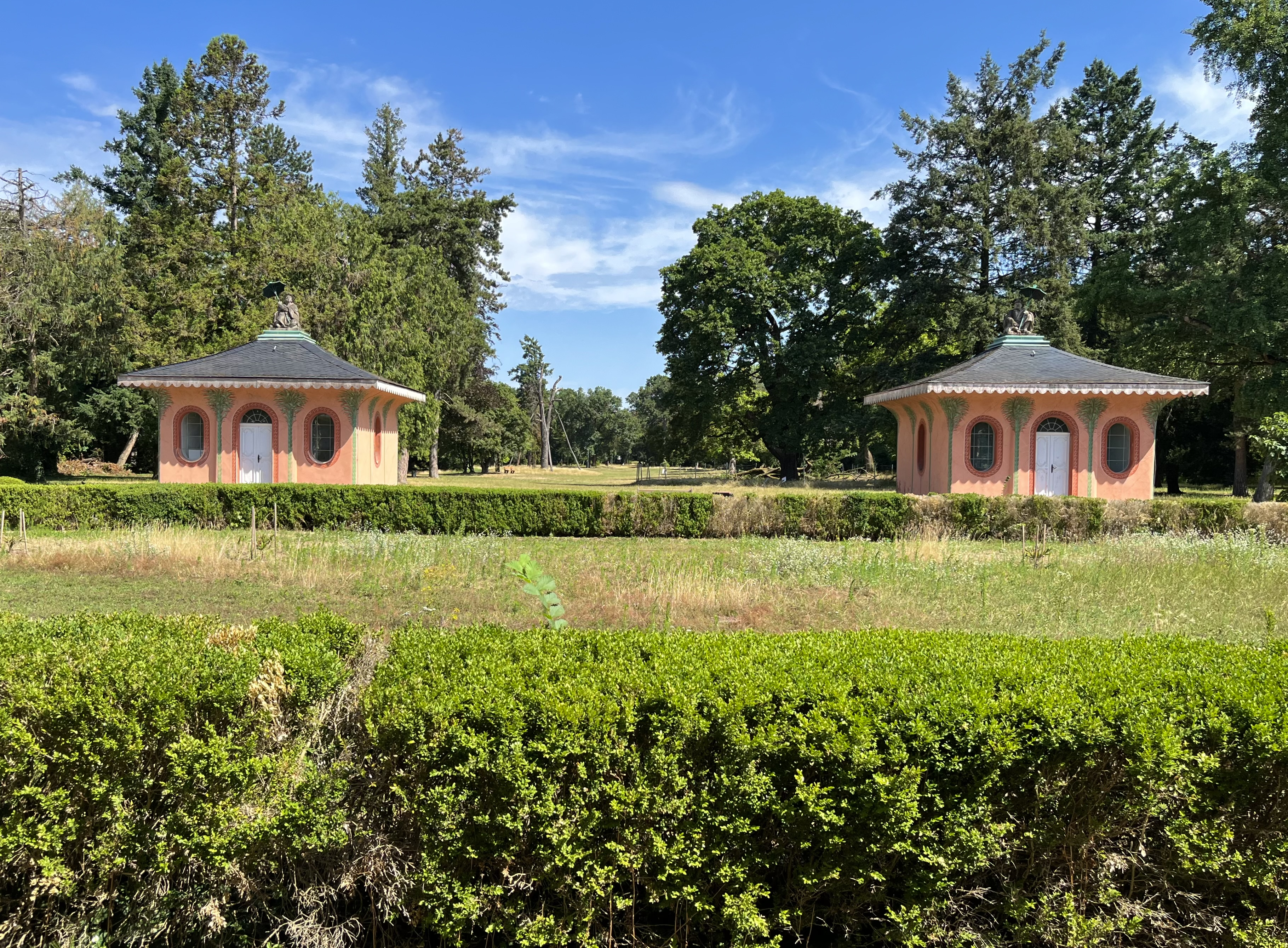
Китайські чайні павільйони в східній частині саду

Палацовий сад був закладений маркграфом Карлом Вільгельмом, який заснував Карлсруе в 1715 році. 
Спочатку сад бароко був розбитий не позаду, а перед палацом, що було незвичайним для XVIII століття. 
На сьогоднішній палацовій площі висаджували екзотичні рослини, особливо тюльпани.  
У 1731 — 1746 рр. придворний садівник Крістіан Тран заклав позаду палацу сучасний палацовий сад у стилі французького бароко.
Наступник Карла Вільгельма, його онук великий герцог Карл Фрідріх, в 1746 році наказав перепланувати ділянки саду придворним садівникам Йоганну Бернгарду Саулю та Філіпу Людвігу Мюллеру. 

У 1767 — 1773 рр. західна частина була закладена як китайський сад із садовим будинком у центрі. 
З тераси можна було побачити штучну долину, яка збереглася разом із печерою до сьогодні, оскільки тепер межує з оранжереєю.
З 1787 року Фрідріх Швейкардт взявся за перетворення шлосгартену на пейзажний парк. 
У 1789 р. у шлосгартені була влаштована дворова столярня. 
Наприкінці XVIII століття сад був тимчасово відкритий для відвідування, хоча потрібно було дотримуватися деяких правил. 
На набережних, наприклад, заборонялося палити тютюн, пускати свиней і гусей на вільний вигул. 

З 1808 року створено ботанічний сад. 
У 1856 році придворний садівник Карл Майєр почав переплановувати задню частину шлосгартену, а в 1864 — 1873 рр. було створено озеро шлосгартену. 
У 1884 році Храм Вайнбреннера був перенесений з Ербпринценгартену у північно-західну частину шлосгартену.
З нагоди Федеральної садової виставки в 1967 році палацовий сад було відремонтовано та доопрацьовано у стилі англійського ландшафтного парку. 
Шлосгартензе (озеро палацового парку) також було переплановано, а Шлоссгартенбан (паркова залізниця) введено в експлуатацію. 
Початковий план передбачав експлуатацію залізниці лише під час Федеральної садової виставки, але після закінчення її не демонтували.
У 2001 р. до 100-річчя мануфактури від палацової вежі до майолікової мануфактури на північно-західній околиці шлосгартену прокладено стрічку із 1645 синіх майолікових плиток.
У 2015 році в шлосгартені відбулося чимало заходів до 300-річчя міста. 
З цією метою, між іншим, як тимчасову будівлю був споруджений дерев’яний павільйон, спроектований Юргеном Майєром.

## Макет

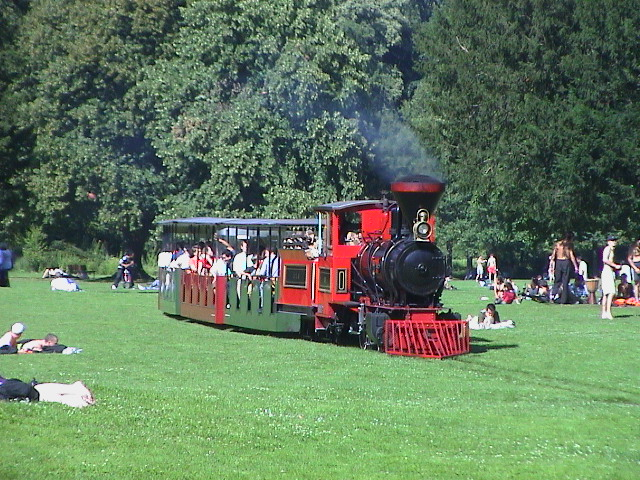
Шлосгартенбан

Велика частина шлосгартену закладена як англійський пейзажний сад. 
Тут є великі луки та численні групи дерев, озеро та залізниця завдовжки 2,7 км. 
Парк є культурним пам’ятником відповідно до перехідного положення в § 28 Закону про охорону пам’яток і визначних місць землі Баден-Вюртемберг і вміщує додаткові охоронювані окремі пам’ятки:

- Пам'ятник Йоганну Петеру Гебелю[de] (1835), бюст Фрідоліна Фехтіга, неоготична чавунна архітектура Карла Йозефа Беркмюллера[de]
- Група скульптур «Герман і Доротея[de]» (1833–1866) Карла Йоганна Штайнгаузера[de]
- Колонний фонтан
- Храм Вайнбреннера[de]
- Пам'ятник Карлу Вільгельму
- Фонтан морський коник

Новий дизайн містить «Синій промінь», смугу блакитної майолікової плитки між вежею замку та майоліковою мануфактурою, а також бронзовий стілець Стефана Штрумбеля, встановлений у 2015 році.

## Використання
Шлосгартен доступний як місцева зона відпочинку. 
На газони можна заходити. 
Завдяки своїм розмірам, центральному розташуванню та доглянутому дизайну, він регулярно служить місцем проведення заходів, які іноді є великими та тривають кілька днів:
- Ювілеї міста
- Оперні вистави[11]
- Біржа пива[12]
- Середньовічний фантастичний спектакль